# アニメーション研究会連合
アニメーション研究会連合（アニメーションけんきゅうかいれんごう）、略称 アニ研連（アニけんれん）は、1981年から2018年まで存在した日本のアニメーション自主制作・上映組織。東京近郊の大学アニメーションサークルを中心に結成され、年2回の上映会を開催した。2018年に事実上の後継団体となった全国自主制作アニメーション上映会（あにうえ）も記載する。

## 概要
アニメーション研究会連合は、東京近郊の大学アニメーションサークルの交流会として発足したが、次第に各サークルの自主制作アニメーション作品の合同自主上映会開催が中心となり、東京・神奈川などで年2回の合同自主上映会を開催し続けた。
1983年頃は当時の別団体「関西アニメーション研究会連合」と区別し「関東アニメーション研究会連合」との名称も使用された。
参加サークルは当初は大学サークルのみだが、次第に大学サークル以外の自主制作団体（逗子開成高校、50feet's、コンピュータグラフィックス連合、39°8'など）の参加や、自主制作中心では無いサークルの脱退もあった。
上映作品は各サークル制作のアニメーション作品が基本で、テレビアニメの影響が強い集団制作のセルアニメやパロディ、いわゆる「メカ、女の子、爆発」や各サークル内習作の他、一部には作者の作家性の強い作品や子供向け作品も含まれた。またオープニングアニメの共同制作、宮崎駿やプロジェクトチームDoGAなどの講演、参加サークル間の自主制作や上映運営のノウハウのガイドなども行われた。
上映メディアも当初の8ミリフィルムからビデオテープ、1990年代にはデジタルヘ移行し、観客数も数百人が定常化した。
上映作品の制作者出身は佐藤竜雄（早大研究会）、望月智充（早大同好会）、古橋宏（千葉工）、奥澤明裕（39°8'）、水原賢治(BANTLINE、39°8')、和田高明(中央大学)など。
2018年3月に解散。

## 歴史
1981年頃に東京アニメーション同好会の上映会で顔見知りとなった多摩美術大学、慶応義塾大学、中央大学らのアニメーションサークル会員が、サークル間の交流や情報交換会を目的に色々な大学に声をかけて結成された。最初は新宿の喫茶店『カトレア』でのお茶会が中心であったが、各サークルが学園祭に向けて制作した作品を合同で上映する企画となり、1981年12月20日の第1回合同自主上映会をもって正式発足した。当上映会パンフレットには「原則として大学の学内サークルであることを参加資格とし、単に今回のような上映会だけに限らず、アニメーションという一つの共通点を通じてお互いに幅の広いおつきあいをしてゆこうというのが本連合の主な願いです」と記載、当時の参加は8大学9サークル（上智、中央、早大2サークル、多摩美、拓殖、国立音大、明学、慶応）。
1982年の第2回合同自主上映会（早大早稲田キャンパス）では宮崎駿が上映作品を鑑賞後に制作者との対話を含め講演、同年の第3回では初めてオープニングフィルムが作成された。
1983年に上映会以外の活動としてコミックマーケット24に「アニメーション研究会連合」として参加し、各サークルの会誌（同人誌）を販売したが、以後は行われなかった。
結成から2013年6月までに、65回の合同自主上映会と5回の名作上映会を、東京や神奈川を中心に開催した。
2017年12月15日に公式ツイッターにて、長年上映会の会場として使用してきた大田区民センターの閉館、所属団体の急激な減少による困難な運営を背景に「アニメーション研究会連合」の解体を表明、12月24日の74回合同自主上映会の後、2018年3月31日に正式解散した。

## 後継
2018年1月に参加サークルの一部（当初6サークル）が「全国自主制作アニメーション上映会（あにうえ）」を結成、「全国にある自主制作アニメの制作団体が集まって合同上映会を開催するための組織」として、7月の第1回合同自主上映会を発表、事実上の後継組織となった。第1回上映会（東京工業大学）ではネット同時配信も併用され、パンフレット配布、アンケート投票、アンケート1位のアンコール上映などもネット経由で無料参加できた。パンフレット記載の参加団体は14団体。